# Championnat d'Amérique du Sud de basket-ball 2003
Navigation
Chili 2001 Brésil 2004
Le championnat d'Amérique du Sud de basket-ball 2003 est la 40e édition du championnat d'Amérique du Sud de basket-ball. Six équipes nationales participent à la compétition qui se déroule dans la ville de Montevideo en Uruguay du 22 au 27 juillet 2003. Le Brésil remporte son quinzième titre.

## Format de la compétition
Six des dix nations faisant partie intégrante de la zone "Amérique du Sud" sous l'égide de la FIBA Amériques participent au championnat. Ce dernier se tient à Montevideo en Uruguay du 22 au 27 juillet 2003.
Les six formations sont regroupées dans une unique poule lors du premier tour de compétition. Du 22 au 26 juillet chaque équipe affronte une fois les autres membres du groupe, pour un total de cinq rencontres par nation réparties sur cinq jours de compétition. À l'issue de ce premier tour, un classement est réalisé prenant en compte les résultats obtenus jusqu'à présent. Les équipes terminant première et deuxième du groupe s'affrontent dès le 27 juillet pour le match pour la médaille d'or. Les équipes classées troisième et quatrième se disputent le même jour la médaille de bronze sur un match unique.
Les deux dernières nations au classement ne disputent pas de match supplémentaire et sont respectivement classées cinquième et sixième.

## Rencontres

### Premier tour
| Rang | Équipe    | Pts | J | G | P | Pp  | Pc  | Diff |  | Résultats (dom.\ext.) |       |        |       |       |        |        |
| ---- | --------- | --- | - | - | - | --- | --- | ---- |  | --------------------- | ----- | ------ | ----- | ----- | ------ | ------ |
| 1    | Brésil    | 10  | 5 | 5 | 0 | 444 | 347 | 97   |  | Brésil                |       | 87-66  | 75-71 | 95-94 | 94-71  | 93-45  |
| 2    | Argentine | 9   | 5 | 4 | 1 | 472 | 333 | 139  |  | Argentine             | 66-87 |        | 95-64 | 94-73 | 102-68 | 115-41 |
| 3    | Uruguay   | 8   | 5 | 3 | 2 | 379 | 370 | 9    |  | Uruguay               | 71-75 | 64-95  |       | 73-66 | 79-71  | 92-63  |
| 4    | Venezuela | 7   | 5 | 2 | 3 | 429 | 406 | 23   |  | Venezuela             | 94-95 | 73-94  | 66-73 |       | 98-78  | 98-66  |
| 5    | Chili     | 6   | 5 | 1 | 4 | 373 | 429 | -56  |  | Chili                 | 71-94 | 68-102 | 71-79 | 78-98 |        | 85-56  |
| 6    | Paraguay  | 5   | 5 | 0 | 5 | 271 | 483 | -212 |  | Paraguay              | 45-93 | 41-115 | 63-92 | 66-98 | 56-85  |        |

Légende :  qualifié pour la finale,  qualifié pour le match pour la troisième place. Source : Site d'archives de la FIBA : archive.fiba.com

### Finales
|  | Phase de groupes | Phase de groupes | Phase de groupes | Phase de groupes |                               |        | Finale          | Finale | Finale | Finale |
|  |                  |                  |                  |                  |                               |        |                 |        |        |        |
|  |                  |                  |                  |                  |                               |        | 27 juillet 2003 |        |        |        |
|  | Brésil           | Brésil           | 1er              | 1er              |                               |        |                 |        |        |        |
|  | Brésil           | Brésil           | 1er              | 1er              |                               |        |                 |        |        |        |
|  | Uruguay          | Uruguay          | 3e               | 3e               |                               |        |                 |        |        |        |
|  | Uruguay          | Uruguay          | 3e               | 3e               | Brésil                        | Brésil | 83              | 83     |        |        |
|  |                  |                  |                  |                  | Brésil                        | Brésil | 83              | 83     |        |        |
|  |                  |                  | Argentine        | Argentine        | 80                            | 80     |                 |        |        |        |
|  | Argentine        | Argentine        | Argentine        | Argentine        | 80                            | 80     | 2e              | 2e     |        |        |
|  | Argentine        | Argentine        |                  |                  |                               |        |                 | 2e     |        |        |
|  | Venezuela        | Venezuela        | 4e               | 4e               |                               |        |                 |        |        |        |
|  | Venezuela        | Venezuela        | 4e               | 4e               | Match pour la troisième place |        |                 |        |        |        |
|  |                  |                  |                  |                  |                               |        |                 |        |        |        |
|  | 27 juillet 2003  |                  |                  |                  |                               |        |                 |        |        |        |
|  | Uruguay          | Uruguay          | 88               | 88               |                               |        |                 |        |        |        |
|  | Uruguay          | Uruguay          | 88               | 88               |                               |        |                 |        |        |        |
|  | Venezuela        | Venezuela        | 82               | 82               |                               |        |                 |        |        |        |
|  | Venezuela        | Venezuela        | 82               | 82               |                               |        |                 |        |        |        |